# (16193) Nickaiser
(16193) Nickaiser est un astéroïde de la ceinture principale.

## Description
(16193) Nickaiser est un astéroïde de la ceinture principale. Il fut découvert le 4 janvier 2000 à Kitt Peak par le projet Spacewatch. Il présente une orbite caractérisée par un demi-grand axe de 2,70 UA, une excentricité de 0,02 et une inclinaison de 3,5° par rapport à l'écliptique.

## Compléments